# Stender (virksomhed)
Carl Stenders Kunstforlag A/S var et dansk forlag, der i dag indgår i en større svensk virksomhed. Firmaet udgiver i dag især kort, gavepapir og lignende, men også billedbøger og andre børnebøger
Virksomheden blev grundlagt i 1888 af Carl Stender (1862-1902) under meget beskedne former som handel en gros med billeder og kort. Firmaet blev omdannet til aktieselskab i 1899. Virksomheden omfattede tidligere kunst- og kortforlag, reproduktionsanstalt, lystrykkeri, bogtryk og kobbertryk samt bogbinderi. Alle disse virksomheder, som hører under forlaget, havde til huse i firmaets ejendom, Bernstorffsgade 23 i København, opført 1917. Samme år overtog kunstforlaget P. Ipsens Enke.
Forlaget Carl Stenders Kunstforlag blev i 1995 opkøbt af det svenske selskab Pictura, hvor det nu indgår i Pictura gruppen under navnet Stender Pictura A/S. I 2010 skiftede det navn til Pictura A/S og flyttede til Herlev.
Bestyrelsen bestod i 1950 af overretssagfører Johan Schrøder (f. 1888), overretssagfører Poul Groes (f. 1883), sagfører Erik Becker (f. 1895) og direktør Curt Stender. Administrerende direktør for begge virksomheder var fra 1946 Curt Stender (f. 1905).